# المدرسة الأمريكية الدولية (غزة)
المدرسة الأمريكية الدولية في غزة (بالإنجليزية: American International School in Gaza)‏ هي مدرسة دولية خاصة تقع في بيت لاهيا، محافظة شمال غزة، فلسطين. تأسست في عام 1999. انتقدها الإسلاميون كونها تعتمد التعليم المختلط.
في عام 2009، عقدت المدرسة معسكرًا صيفيًا وخططت لعقد الفصول على الرغم من قصف الجيش الإسرائيلي للحرم الجامعي خلال الحرب على غزة 2008-09. أدعى الجيش الإسرائيلي استخدام المدرسة لإطلاق الصواريخ الفلسطينية لكن مسؤولي المدرسة والسكان المحليين نفوا ذلك.

## وصلات خارجية
- موقع المدرسة الرسمي.
- المدرسة الدولية الأمريكية تنفجر في غزة.